# 동래 정씨 상모단
동래 정씨 상모단은 충청북도 청주시 흥덕구에 있다. 2015년 4월 17일 청주시의 향토유적 제101호로 지정되었다.

## 개요
동래 정씨가 호죽리에 세거한 사실을 증명하는 자료이다.